# 近鉄デ25形電気機関車
近鉄デ25形電気機関車（きんてつデ25がたでんききかんしゃ）は近畿日本鉄道が所有していた電気機関車である。
デ25の1両のみ存在した。

## 概要
1944年（昭和19年）8月製造の凸型の電気機関車である（もとは関西急行鉄道が発注、完成時は近鉄となった）。日本車輌製造（車体部分。電気部分は東洋電機）で製造された戦時型電気機関車で、豊川鉄道デキ54（後の国鉄ED30形）とは、同形式といえる。
自重40.0t、全長11,050mm、軸配置はB-B、出力512kW（128kW×4）、歯数比4.56、最大運転速度65km/hの性能であり、近鉄の電気機関車としては大型になる。
名古屋線で主に貨物列車に使用されていたが、1959年（昭和34年）に名古屋線が標準軌に改軌されると、養老線に転属となり、貨物列車の牽引に使用された。その間、塗色変更、ATS取付け、列車無線取付けなどが行なわれた。
しかし、同線の定期貨物列車は1986年（昭和61年）に廃止され、1991年（平成3年）廃車解体となる。

## 主要諸元
- 全長：11,050mm
- 全幅：2,743mm
- 全高：3,945mm
- 運転整備重量：40.0t
- 電気方式：直流1500V（架空電車線方式）
- 軸配置：B-B
- 主電動機：TDK-592-PA形（128kW）×4基 
  - 歯車比：1:4.56
  - 1時間定格出力：512kW
  - 1時間定格引張力：6,400kg
  - 1時間定格速度：30km/h
- 動力伝達方式：歯車1段減速、吊り掛け式
- 制御方式：抵抗制御、2段組み合わせ制御
- 制御装置：電磁空気単位スイッチ式
- ブレーキ方式：EL14A空気ブレーキ、手ブレーキ